# Tenistas Número 1 do Mundo no Ranking WTA de singulares
Esta lista contém as Tenistas Número 1 do Mundo no Ranking WTA de singulares.
Aryna Sabalenka, representando a Bielorrússia é, desde 21 de Outubro de 2024, a atual número 1 do Mundo. É a segunda bielorrussa a alcançar o topo do ranking mundial.
Desde 1975 um total de 29 tenistas alcançaram o topo do ranking mundial da WTA, das quais 15 terminaram a temporada como Nº 1 e conquistaram o título de campeã anual do WTA Tour.

## História
O ranking informatizado foi criado pela WTA em 1975. 
Desde que o ranking, foi originalmente publicado em 3 de Novembro de 1975, 29 mulheres tenistas alcançaram i número 1 do Mundo, das quais 13 terminaram uma ou mais vezes a temporada no topo do ranking e foram declaradas Campeãs do WTA Tour.
O ranking consiste num método de hierarquização das tenistas, com base no mérito desportivo das respectivas participações, no Circuito da WTA nas últimas 52 semanas (1 ano completo). É publicado semanalmente nas manhãs de cada Segunda-feira, salvo no caso de finais adiadas (para Segunda-feira ou dia posterior, ficando o ranking retido até à disputa da final) ou dos Torneios do Grand Slam (devido a serem Torneios com mais de uma semana de duração, o ranking só é publicado novamente no fim de cada Torneio).

## Troféu
Em 2015, no âmbito das comemorações dos 40 anos do ranking WTA, foi apresentado o novo troféu oficial da WTA destinado à tenista número 1 do Mundo. O troféu é entregue a cada tenista que alcance o posto número 1 do mundo pela primeira vez. No fim de cada temporada, é entregue outro troféu ao tenista que termina o ano no topo do ranking, chamado de troféu de Campeão do WTA Tour.
Em 2018, o troféu de número 1 do Mundo foi renomeado de Chris Evert WTA World No.1 Trophy, em homenagem a Chris Evert, primeira tenista número 1 do mundo após a criação do ranking WTA em 1975 e que na sua carreira conquistou 18 títulos do Grand Slam, permanecendo como número 1 durante 260 semanas.

## Número 1 do Mundo no Ranking WTA
- Atualizado em 6 de maio de 2025

| Nº               | Tenista                 | Início                  | Fim                     | Semanas | Semanas |
| Nº               | Tenista                 | Início                  | Fim                     | Série   | Total   |
| ---------------- | ----------------------- | ----------------------- | ----------------------- | ------- | ------- |
| 1                | Chris Evert             | 3 de Novembro de 1975   | 25 de Abril de 1976     | 25      | 25      |
| 2                | Evonne Goolagong        | 26 de Abril de 1976     | 9 de Maio de 1976       | 2       | 2       |
|                  | Chris Evert (2)         | 10 de Maio de 1976      | 9 de Julho de 1978      | 113     | 138     |
| 3                | Martina Navratilova     | 10 de Julho de 1978     | 14 de Janeiro de 1979   | 26      | 26      |
|                  | Chris Evert (3)         | 15 de Janeiro de 1979   | 28 de Janeiro de 1979   | 2       | 140     |
|                  | Martina Navratilova (2) | 29 de Janeiro de 1979   | 25 de Fevereiro de 1979 | 4       | 30      |
|                  | Chris Evert (4)         | 26 de Fevereiro de 1979 | 15 de Abril de 1979     | 7       | 147     |
|                  | Martina Navratilova (3) | 16 de Abril de 1979     | 24 de Junho de 1979     | 10      | 40      |
|                  | Chris Evert (5)         | 25 de Junho de 1979     | 9 de Setembro de 1979   | 11      | 158     |
|                  | Martina Navratilova (4) | 10 de Setembro de 1979  | 6 de Abril de 1980      | 31      | 71      |
| 4                | Tracy Austin            | 7 de Abril de 1980      | 20 de Abril de 1980     | 2       | 2       |
|                  | Martina Navratilova (5) | 21 de Abril de 1980     | 29 de Junho de 1980     | 11      | 82      |
|                  | Tracy Austin (2)        | 30 de Junho de 1980     | 16 de Novembro de 1980  | 19      | 21      |
|                  | Chris Evert (6)         | 17 de Novembro de 1980  | 2 de Maio de 1982       | 76      | 234     |
|                  | Martina Navratilova (6) | 3 de Maio de 1982       | 16 de Maio de 1982      | 2       | 84      |
|                  | Chris Evert (7)         | 17 de Maio de 1982      | 13 de Junho de 1982     | 4       | 238     |
|                  | Martina Navratilova (7) | 14 de Junho de 1982     | 9 de Junho de 1985      | 156     | 240     |
|                  | Chris Evert (8)         | 10 de Junho de 1985     | 13 de Outubro de 1985   | 18      | 256     |
|                  | Martina Navratilova (8) | 14 de Outubro de 1985   | 27 de Outubro de 1985   | 2       | 242     |
|                  | Chris Evert (9)         | 28 de Outubro de 1985   | 24 de Novembro de 1985  | 4       | 260     |
|                  | Martina Navratilova (9) | 25 de Novembro de 1985  | 16 de Agosto 1987       | 90      | 332     |
| 5                | Steffi Graf             | 17 de Agosto de 1987    | 10 de Março de 1991     | 186     | 186     |
| 6                | Monica Seles            | 11 de Março de 1991     | 4 de Agosto de 1991     | 21      | 21      |
|                  | Steffi Graf (2)         | 5 de Agosto de 1991     | 11 de Agosto de 1991    | 1       | 187     |
|                  | Monica Seles (2)        | 12 de Agosto de 1991    | 18 de Agosto de 1991    | 1       | 22      |
|                  | Steffi Graf (3)         | 19 de Agosto de 1991    | 8 de Setembro de 1991   | 3       | 190     |
|                  | Monica Seles (3)        | 9 de Setembro de 1991   | 6 de Junho de 1993      | 91      | 113     |
|                  | Steffi Graf (4)         | 7 de Junho de 1993      | 5 de Fevereiro de 1995  | 87      | 277     |
| 7                | Arantxa Sánchez         | 6 de Fevereiro de 1995  | 19 de Fevereiro de 1995 | 2       | 2       |
|                  | Steffi Graf (5)         | 20 de Fevereiro de 1995 | 26 de Fevereiro de 1995 | 1       | 278     |
|                  | Arantxa Sánchez (2)     | 27 de Fevereiro de 1995 | 9 de Abril de 1995      | 6       | 8       |
|                  | Steffi Graf (6)         | 10 de Abril de 1995     | 14 de Maio de 1995      | 5       | 283     |
|                  | Arantxa Sánchez (3)     | 15 de Maio de 1995      | 11 de Junho de 1995     | 4       | 12      |
|                  | Steffi Graf (7)         | 12 de Junho de 1995     | 13 de Agosto de 1995    | 9       | 292     |
|                  | Steffi Graf (7)         | 14 de Agosto de 1995    | 3 de Novembro de 1996   | 64      | 356     |
| Monica Seles (4) | 177                     | 14 de Agosto de 1995    | 3 de Novembro de 1996   | 64      |         |
|                  | Steffi Graf (7)         | 4 de Novembro de 1996   | 17 de Novembro de 1996  | 2       | 358     |
|                  | Steffi Graf (7)         | 18 de Novembro de 1996  | 24 de Novembro de 1996  | 1       | 359     |
| Monica Seles (5) | 178                     | 18 de Novembro de 1996  | 24 de Novembro de 1996  | 1       |         |
|                  | Steffi Graf (7)         | 25 de Novembro de 1996  | 30 de Março de 1997     | 18      | 377     |
| 8                | Martina Hingis          | 31 de Março de 1997     | 11 de Outubro de 1998   | 80      | 80      |
| 9                | Lindsay Davenport       | 12 de Outubro de 1998   | 7 de Fevereiro de 1999  | 17      | 17      |
|                  | Martina Hingis (2)      | 8 de Fevereiro de 1999  | 4 de Julho de 1999      | 21      | 101     |
|                  | Lindsay Davenport (2)   | 5 de Julho de 1999      | 8 de Agosto de 1999     | 5       | 22      |
|                  | Martina Hingis (3)      | 9 de Agosto de 1999     | 2 de Abril de 2000      | 34      | 135     |
|                  | Lindsay Davenport (3)   | 3 de Abril de 2000      | 7 de Maio de 2000       | 5       | 27      |
|                  | Martina Hingis (4)      | 8 de Maio de 2000       | 14 de Maio de 2000      | 1       | 136     |
|                  | Lindsay Davenport (4)   | 15 de Maio de 2000      | 21 de Maio de 2000      | 1       | 28      |
|                  | Martina Hingis (5)      | 22 de Maio de 2000      | 14 de Outubro de 2001   | 73      | 209     |
| 10               | Jennifer Capriati       | 15 de Outubro de 2001   | 4 de Novembro de 2001   | 3       | 3       |
|                  | Lindsay Davenport (5)   | 5 de Novembro de 2001   | 13 de Janeiro de 2002   | 10      | 38      |
|                  | Jennifer Capriati (2)   | 14 de Janeiro de 2002   | 24 de Fevereiro de 2002 | 6       | 9       |
| 11               | Venus Williams          | 25 de Fevereiro de 2002 | 17 de Março de 2002     | 3       | 3       |
|                  | Jennifer Capriati (3)   | 18 de Março de 2002     | 21 de Abril de 2002     | 5       | 14      |
|                  | Venus Williams (2)      | 22 de Abril de 2002     | 19 de Maio de 2002      | 4       | 7       |
|                  | Jennifer Capriati (4)   | 20 de Maio de 2002      | 9 de Junho de 2002      | 3       | 17      |
|                  | Venus Williams (3)      | 10 de Junho de 2002     | 7 de Julho de 2002      | 4       | 11      |
| 12               | Serena Williams         | 8 de Julho de 2002      | 10 de Agosto de 2003    | 57      | 57      |
| 13               | Kim Clijsters           | 11 de Agosto de 2003    | 19 de Outubro de 2003   | 10      | 10      |
| 14               | Justine Henin           | 20 de Outubro de 2003   | 26 de Outubro de 2003   | 1       | 1       |
|                  | Kim Clijsters (2)       | 27 de Outubro de 2003   | 9 de Novembro de 2003   | 2       | 12      |
|                  | Justine Henin (2)       | 10 de Novembro de 2003  | 12 de Setembro de 2004  | 44      | 45      |
| 15               | Amélie Mauresmo         | 13 de Setembro de 2004  | 17 de Outubro de 2004   | 5       | 5       |
|                  | Lindsay Davenport (6)   | 18 de Outubro de 2004   | 21 de Agosto de 2005    | 44      | 82      |
| 16               | Maria Sharapova         | 22 de Agosto de 2005    | 28 de Agosto de 2005    | 1       | 1       |
|                  | Lindsay Davenport (7)   | 29 de Agosto de 2005    | 11 de Setembro de 2005  | 2       | 84      |
|                  | Maria Sharapova (2)     | 12 de Setembro de 2005  | 23 de Outubro de 2005   | 6       | 7       |
|                  | Lindsay Davenport (8)   | 24 de Outubro de 2005   | 29 de Janeiro de 2006   | 14      | 98      |
|                  | Kim Clijsters (3)       | 30 de Janeiro de 2006   | 19 de Março de 2006     | 7       | 19      |
|                  | Amélie Mauresmo (2)     | 20 de Março de 2006     | 12 de Novembro de 2006  | 34      | 39      |
|                  | Justine Henin (3)       | 13 de Novembro de 2006  | 28 de Janeiro de 2007   | 11      | 56      |
|                  | Maria Sharapova (3)     | 29 de Janeiro de 2007   | 18 de Março de 2007     | 7       | 14      |
|                  | Justine Henin (4)       | 19 de Março de 2007     | 18 de Maio de 2008      | 61      | 117     |
|                  | Maria Sharapova (4)     | 19 de Maio de 2008      | 8 de Junho de 2008      | 3       | 17      |
| 17               | Ana Ivanovic            | 9 de Junho de 2008      | 10 de Agosto de 2008    | 9       | 9       |
| 18               | Jelena Jankovic         | 11 de Agosto de 2008    | 17 de Agosto de 2008    | 1       | 1       |
|                  | Ana Ivanovic (2)        | 18 de Agosto de 2008    | 7 de Setembro de 2008   | 3       | 12      |
|                  | Serena Williams (2)     | 8 de Setembro de 2008   | 5 de Outubro de 2008    | 4       | 61      |
|                  | Jelena Jankovic (2)     | 6 de Outubro de 2008    | 1 de Fevereiro de 2009  | 17      | 18      |
|                  | Serena Williams (3)     | 2 de Fevereiro de 2009  | 19 de Abril de 2009     | 11      | 72      |
| 19               | Dinara Safina           | 20 de Abril de 2009     | 11 de Outubro de 2009   | 25      | 25      |
|                  | Serena Williams (4)     | 12 de Outubro de 2009   | 25 de Outubro de 2009   | 2       | 74      |
|                  | Dinara Safina (2)       | 26 de Outubro de 2009   | 1 de Novembro de 2009   | 1       | 26      |
|                  | Serena Williams (5)     | 2 de Novembro de 2009   | 10 de Outubro de 2010   | 49      | 123     |
| 20               | Caroline Wozniacki      | 11 de Outubro de 2010   | 13 de Fevereiro de 2011 | 18      | 18      |
|                  | Kim Clijsters (4)       | 14 de Fevereiro de 2011 | 20 de Fevereiro de 2011 | 1       | 20      |
|                  | Caroline Wozniacki (2)  | 21 de Fevereiro de 2011 | 29 de Janeiro de 2012   | 49      | 67      |
| 21               | Victoria Azarenka       | 30 de Janeiro de 2012   | 10 de Junho de 2012     | 19      | 19      |
|                  | Maria Sharapova (5)     | 11 de Junho de 2012     | 8 de Julho de 2012      | 4       | 21      |
|                  | Victoria Azarenka (2)   | 9 de Julho de 2012      | 17 de Fevereiro de 2013 | 32      | 51      |
|                  | Serena Williams (6)     | 18 de Fevereiro de 2013 | 11 de Setembro de 2016  | 186     | 309     |
| 22               | Angelique Kerber        | 12 de Setembro de 2016  | 29 de Janeiro de 2017   | 20      | 20      |
|                  | Serena Williams (7)     | 30 de Janeiro de 2017   | 19 de Março de 2017     | 7       | 316     |
|                  | Angelique Kerber (2)    | 20 de Março de 2017     | 23 de Abril de 2017     | 5       | 25      |
|                  | Serena Williams (8)     | 24 de Abril de 2017     | 14 de Maio de 2017      | 3       | 319     |
|                  | Angelique Kerber (3)    | 15 de Maio de 2017      | 16 de Julho 2017        | 9       | 34      |
| 23               | Karolina Pliskova       | 17 de Julho de 2017     | 10 de Setembro de 2017  | 8       | 8       |
| 24               | Garbiñe Muguruza        | 11 de Setembro de 2017  | 8 de Outubro de 2017    | 4       | 4       |
| 25               | Simona Halep            | 9 de Outubro de 2017    | 28 de Janeiro de 2017   | 16      | 16      |
|                  | Caroline Wozniacki (3)  | 29 de Janeiro de 2018   | 25 de Fevereiro de 2018 | 4       | 71      |
|                  | Simona Halep (2)        | 26 de Fevereiro de 2018 | 27 de Janeiro de 2019   | 48      | 64      |
| 26               | Naomi Osaka             | 28 de Janeiro de 2019   | 23 de Junho de 2019     | 21      | 21      |
| 27               | Ashleigh Barty          | 24 de Junho de 2019     | 11 de Agosto de 2019    | 7       | 7       |
|                  | Naomi Osaka (2)         | 12 de Agosto de 2019    | 8 de Setembro de 2019   | 4       | 25      |
|                  | Ashleigh Barty (2)      | 9 de Setembro de 2019   | 22 de Março de 2020     | 28      | 35      |
| –                | Ranking Suspenso        | 23 de Março de 2020     | 9 de Agosto de 2020     | 20      | –       |
|                  | Ashleigh Barty (2)      | 10 de Agosto de 2020    | 3 de Abril de 2022      | 114     | 121     |
| 28               | Iga Swiatek             | 4 de Abril de 2022      | 10 de Setembro de 2023  | 75      | 75      |
| 29               | Aryna Sabalenka         | 11 de Setembro de 2023  | 6 de Novembro de 2023   | 8       | 8       |
|                  | Iga Swiatek (2)         | 7 de Novembro de 2023   | 20 de Outubro de 2024   | 50      | 125     |
|                  | Aryna Sabalenka (2)     | 21 de Outubro de 2024   | Presente                | 29      | 37      |

## Tenistas Número 1 do Mundo
| Nº  | Tenista             | Estreia como Número 1   | Campeã do WTA Tour | Total de Semanas |
| --- | ------------------- | ----------------------- | ------------------ | ---------------- |
| 1º  | Steffi Graf         | 17 de Agosto de 1987    | 8                  | 377              |
| 2º  | Martina Navratilova | 10 de Julho de 1978     | 7                  | 332              |
| 3º  | Serena Williams     | 8 de Julho de 2002      | 5                  | 319              |
| 4º  | Chris Evert         | 3 de Novembro de 1975   | 5                  | 260              |
| 5º  | Martina Hingis      | 31 de Março de 1997     | 3                  | 209              |
| 6º  | Monica Seles        | 11 de Março de 1991     | 3                  | 178              |
| 7°  | Iga Swiatek         | 4 de Abril de 2022      | 2                  | 125              |
| 8º  | Ashleigh Barty      | 24 de Junho de 2019     | 3                  | 121              |
| 9º  | Justine Henin       | 20 de Outubro de 2003   | 3                  | 117              |
| 10º | Lindsay Davenport   | 12 de Outubro de 1998   | 4                  | 98               |
| 11º | Caroline Wozniacki  | 11 de Outubro de 2010   | 2                  | 71               |
| 12º | Simona Halep        | 9 de Outubro de 2017    | 2                  | 64               |
| 13º | Victoria Azarenka   | 30 de Janeiro de 2012   | 1                  | 51               |
| 14º | Angelique Kerber    | 12 de Setembro de 2016  | 1                  | 34               |
| 15º | Jelena Jankovic     | 11 de Agosto de 2008    | 1                  | 18               |
| 16º | Amélie Mauresmo     | 13 de Setembro de 2004  | –                  | 39               |
| 17º | Aryna Sabalenka     | 11 de Setembro de 2023  | –                  | 37               |
| 18º | Dinara Safina       | 20 de Abril de 2009     | –                  | 26               |
| 19º | Naomi Osaka         | 28 de Janeiro de 2019   | –                  | 25               |
| 20º | Tracy Austin        | 7 de Abril de 1980      | –                  | 21               |
| -   | Maria Sharapova     | 22 de Agosto de 2005    | –                  | 21               |
| 22º | Kim Clijsters       | 11 de Agosto de 2003    | –                  | 20               |
| 23º | Jennifer Capriati   | 15 de Outubro de 2001   | –                  | 17               |
| 24º | Arantxa Sánchez     | 6 de Fevereiro de 1995  | –                  | 12               |
| -   | Ana Ivanovic        | 9 de Junho de 2008      | –                  | 12               |
| 26º | Venus Williams      | 25 de Fevereiro de 2002 | –                  | 11               |
| 27º | Karolina Pliskova   | 17 de Julho de 2017     | –                  | 8                |
| 28º | Garbiñe Muguruza    | 11 de Setembro de 2017  | –                  | 4                |
| 29º | Evonne Goolagong    | 26 de Abril de 1976     | –                  | 2                |

Nota: A atual número 1 do Mundo é apresentada em negrito.

## Campeãs do WTA Tour
As tenistas que terminam a temporada, na posição de número 1 do Mundo no simples feminino, são declaradas Campeãs do WTA Tour e recebem o troféu de número 1 do Mundo da WTA. 

### Campeãs por temporada
| Ano  | Tenista                  | Pontos     | Vantagem    |
| ---- | ------------------------ | ---------- | ----------- |
| 1975 | Chris Evert              |            |             |
| 1976 | Chris Evert              | 16.990     | +664        |
| 1977 | Chris Evert ‡            | 17.612     | +5.368      |
| 1978 | Martina Navratilova      | 15.660     | +468        |
| 1979 | Martina Navratilova      | 15.748     | +1.637      |
| 1980 | Chris Evert              | 16.829     | +1.196      |
| 1981 | Chris Evert ‡            | 17.542     | +1.056      |
| 1982 | Martina Navratilova      | 19.165     | +1.639      |
| 1983 | Martina Navratilova ‡    | 19.606     | +1.838      |
| 1984 | Martina Navratilova ‡    | 192.72     | +41.58      |
| 1985 | Martina Navratilova      | 191.32     | +16.29      |
| 1986 | Martina Navratilova ‡    | 280.4807   | +49.1197    |
| 1987 | Steffi Graf              | 280.2080   | +48,9959    |
| 1988 | Steffi Graf ‡            | 325.7833   | +113.8946   |
| 1989 | Steffi Graf ‡            | 300.9980   | +92.7985    |
| 1990 | Steffi Graf ‡            | 278.1021   | +74.3484    |
| 1991 | Monica Seles             | 277.5000   | +58.2071    |
| 1992 | Monica Seles ‡           | 283.9373   | +31.7746    |
| 1993 | Steffi Graf              | 409.1746   | +165.6190   |
| 1994 | Steffi Graf ‡            | 353.2966   | +41.5893    |
| 1995 | Steffi Graf Monica Seles | 393.2500 – | +137.6474 – |
| 1996 | Steffi Graf ‡            | 4.649      | +593        |
| 1997 | Martina Hingis           | 6.264      | +2.510      |
| 1998 | Lindsay Davenport        | 5.654      | +288        |
| 1999 | Martina Hingis           | 6.074      | +1.233      |
| 2000 | Martina Hingis           | 6.044      | +1.023      |
| 2001 | Lindsay Davenport        | 4.902      | +10         |
| 2002 | Serena Williams          | 6.080      | +940        |
| 2003 | Justine Henin            | 6.628      | +75         |
| 2004 | Lindsay Davenport        | 4.760      | +214        |
| 2005 | Lindsay Davenport        | 4.910      | +81         |
| 2006 | Justine Henin            | 3.998      | +466        |
| 2007 | Justine Henin            | 6.155      | +2.430      |
| 2008 | Jelena Jankovic          | 4.710      | +844        |
| 2009 | Serena Williams          | 9.075      | +1.275      |
| 2010 | Caroline Wozniacki       | 8.035      | 1.250       |
| 2011 | Caroline Wozniacki       | 7.485      | +115        |
| 2012 | Victoria Azarenka        | 10.595     | +550        |
| 2013 | Serena Williams          | 13.260     | +5.214      |
| 2014 | Serena Williams ‡        | 8.485      | +1.435      |
| 2015 | Serena Williams ‡        | 9.945      | +3.885      |
| 2016 | Angelique Kerber         | 9.080      | +2.030      |
| 2017 | Simona Halep             | 6.175      | +40         |
| 2018 | Simona Halep             | 6.921      | +1.046      |
| 2019 | Ashleigh Barty           | 6.476      | +1.161      |
| 2020 | Ashleigh Barty ‡         | 8.717      | +1.462      |
| 2021 | Ashleigh Barty ‡         | 7.582      | +1.202      |
| 2022 | Iga Swiatek              | 11.085     | +6.030      |
| 2023 | Iga Swiatek              | 9.295      | +950        |
| 2024 | Aryna Sabalenka          | 9.416      | +1.121      |

Nota: ‡ indica que a tenista foi Nº 1 durante todas as semanas da temporada.

### Maiores campeãs da WTA Tour
| Nº  | Tenista             | Campeã do WTA Tour | Temporadas                                     |
| --- | ------------------- | ------------------ | ---------------------------------------------- |
| 1º  | Steffi Graf         | 8                  | 1987, 1988, 1989, 1990, 1993, 1994, 1995, 1996 |
| 2º  | Martina Navratilova | 7                  | 1978, 1979, 1982, 1983, 1984, 1985, 1986       |
| 3º  | Chris Evert         | 5                  | 1975, 1976, 1977, 1980, 1981                   |
| -   | Serena Williams     | 5                  | 2002, 2009, 2013, 2014, 2015                   |
| 5º  | Lindsay Davenport   | 4                  | 1998, 2001, 2004, 2005                         |
| 6º  | Monica Seles        | 3                  | 1991, 1992, 1995                               |
| -   | Martina Hingis      | 3                  | 1997, 1999, 2000                               |
| -   | Justine Henin       | 3                  | 2003, 2006, 2007                               |
| -   | Ashleigh Barty      | 3                  | 2019, 2020, 2021                               |
| 10º | Caroline Wozniacki  | 2                  | 2010, 2011                                     |
| -   | Simona Halep        | 2                  | 2017, 2018                                     |
| -   | Iga Swiatek         | 2                  | 2022, 2023                                     |
| 13º | Jelena Jankovic     | 1                  | 2008                                           |
| -   | Victoria Azarenka   | 1                  | 2012                                           |
| -   | Angelique Kerber    | 1                  | 2016                                           |
| -   | Aryna Sabalenka     | 1                  | 2024                                           |

## Semanas como Número 1

### Total
| Nº  | Tenista             | Semanas |
| --- | ------------------- | ------- |
| 1º  | Steffi Graf         | 377     |
| 2º  | Martina Navratilova | 332     |
| 3º  | Serena Williams     | 319     |
| 4º  | Chris Evert         | 260     |
| 5º  | Martina Hingis      | 209     |
| 6º  | / Monica Seles      | 178     |
| 7°  | Iga Swiatek         | 125     |
| 8º  | Ashleigh Barty      | 121     |
| 9º  | Justine Henin       | 117     |
| 10º | Lindsay Davenport   | 98      |
| 11º | Caroline Wozniacki  | 71      |
| 12º | Simona Halep        | 64      |
| 13º | Victoria Azarenka   | 51      |
| 14º | Amélie Mauresmo     | 39      |
| 15º | Aryna Sabalenka     | 37      |
| 16º | Angelique Kerber    | 34      |
| 17º | Dinara Safina       | 26      |
| 18º | Naomi Osaka         | 25      |
| 19º | Tracy Austin        | 21      |
| -   | Maria Sharapova     | 21      |
| 21º | Kim Clijsters       | 20      |
| 22º | Jelena Jankovic     | 18      |
| 23º | Jennifer Capriati   | 17      |
| 24º | Arantxa Sánchez     | 12      |
| -   | Ana Ivanovic        | 12      |
| 26º | Venus Williams      | 11      |
| 27º | Karolina Pliskova   | 8       |
| 28º | Garbiñe Muguruza    | 4       |
| 29º | Evonne Goolagong    | 2       |

Nota: A atual número 1 do Mundo é apresentada em negrito.

### Maiores sequência consecutivas
| Nº  | Tenista                 | Semanas |
| --- | ----------------------- | ------- |
| 1º  | Steffi Graf             | 186     |
| -   | Serena Williams         | 186     |
| 3º  | Martina Navratilova     | 156     |
| 4º  | Ashleigh Barty          | 114     |
| 5º  | Chris Evert             | 113     |
| 6º  | Steffi Graf (2)         | 94      |
| 7º  | Monica Seles            | 91      |
| 8º  | Martina Navratilova (2) | 90      |
| 9º  | Steffi Graf (3)         | 87      |
| 10º | Martina Hingis          | 80      |
| 11º | Chris Evert (2)         | 76      |
| 12º | Iga Swiatek             | 75      |
| 13º | Martina Hingis (2)      | 73      |
| 14º | Monica Seles (2)        | 64      |
| 15º | Justine Henin           | 61      |

## Por País
| Nº  | País                | Campeãs | Semanas | Tenistas |
| --- | ------------------- | ------- | ------- | --- |
| 1º  | Estados Unidos      | 22      | 1.123   | Chris Evert, Martina Navratilova, Tracy Austin, Monica Seles, Lindsay Davenport, Jennifer Capriati, Venus Williams, Serena Williams |
| 2º  | Alemanha            | 9       | 411     | Steffi Graf, Angelique Kerber |
| 3º  | Suíça               | 3       | 209     | Martina Hingis |
| 4º  | Jugoslávia · Sérvia | 3       | 143     | Monica Seles, Ana Ivanovic, Jelena Jankovic                                                                                         |
| 5º  | Bélgica             | 3       | 137     | Kim Clijsters, Justine Henin |
| 6º  | Polónia             | 2       | 125     | Iga Swiatek |
| 7º  | Austrália           | 3       | 123     | Evonne Goolagong, Ashleigh Barty |
| 8º  | Bielorrússia        | 1       | 88      | Victoria Azarenka, Aryna Sabalenka                                                                                                  |
| 9º  | Dinamarca           | 2       | 71      | Caroline Wozniacki |
| 10º | Roménia             | 1       | 64      | Simona Halep |
| 11º | Rússia              | –       | 47      | Maria Sharapova, Dinara Safina |
| 12º | França              | –       | 39      | Amélie Mauresmo |
| 13º | Japão               | –       | 25      | Naomi Osaka |
| 14º | Espanha             | –       | 16      | Arantxa Sánchez, Garbiñe Muguruza                                                                                                   |
| 15º | República Checa     | –       | 8       | Karolina Pliskova |

## Número 1 sem ganhar Títulos do Grand Slam
| Tenista            | Número 1               | Torneios do Grand Slam | Torneios do Grand Slam |
| Tenista            | Número 1               | 1ª Final               | 1º Título              |
| ------------------ | ---------------------- | ---------------------- | ---------------------- |
| Kim Clijsters      | 11 de Agosto de 2003   | Roland Garros 2001     | US Open 2005           |
| Amélie Mauresmo    | 13 de Setembro de 2004 | Australian Open 1999   | Australian Open 2006   |
| Jelena Jankovic    | 11 de Agosto de 2008   | US Open 2008           | –                      |
| Dinara Safina      | 20 de abril de 2009    | Roland Garros 2008     | –                      |
| Caroline Wozniacki | 11 de Outubro de 2010  | US Open 2009           | Australian Open 2018   |
| Karolina Pliskova  | 17 de Julho de 2017    | US Open 2016           | –                      |
| Simona Halep       | 9 de Outubro de 2017   | Roland Garros 2014     | Roland Garros 2018     |